# Inlands IF
Inlands IF var en svensk idrottsförening från Lilla Edet. Klubben grundades 1925 under namnet Ströms IF, och ägnade sig framför allt åt fotboll. Hemmaplan var Strömsvallen.
Gunnar Johansson, som blev VM-bronsmedaljör 1950 och proffs i Olympique de Marseille, inledde sin karriär i Inlands IF. Även Alexander Mellqvist, som spelade allsvenskt med Örgryte IS på 2000-talet, har Inland som moderklubb.
Föreningens herrseniorlag spelade åren 1995–1997 och 2004–2005 i division 3 Västra Götaland, men under 2008 och 2009 sinade spelarunderlaget på herrsidan så mycket att man inledde ett samarbete med Västerlanda GoIF. Efter 2009 lades seniorverksamheten inom fotbollen ner.
Föreningen hade även ett damlag i fotboll, men samma brist på underlag som för herrverksamheten konstaterades, och 2009 inleddes ett samarbete med Lilla Edets IF. 2010 övergick verksamheten helt och hållet till Lilla Edets IF.
Ungdomsverksamheten var kvar fram till 2012, då föreningen gick ihop med Lilla Edets IF och startade den nya föreningen Edet FK.